# Nome in codice: Diva
Nome in codice: Diva (Red Sparrow) è un romanzo thriller dello scrittore ed ex agente della CIA Jason Matthews pubblicato negli Stati Uniti il 4 giugno 2013 da Scribner e in Italia il 10 giugno 2014 da Bookme.

L'opera, che segna l'esordio di Matthews come scrittore, è la prima di una serie di tre romanzi con protagonista l'agente segreta russa del SVR Dominika Egorova.

## Trama
Dominika Egorova, è una ballerina russa del teatro Bol'šoj che un giorno, a causa di un incidente che mette fine alla sua carriera, viene spinta dallo zio a lavorare come spia per il governo russo. Per questo motivo viene reclutata presso la "Sparrow School", un'accademia dei servizi segreti russi dove le persone vengono addestrate a usare il loro corpo per sedurre e uccidere i loro bersagli. Altre figure chiave della vicenda sono un agente russo dal nome in codice "Marmo" al servizio della CIA e Nathaniel Nash, un ufficiale delle operazioni interne della CIA che recluta e gestisce i servizi segreti per l'agenzia.

## Personaggi
- Nathaniel Nash: agente della CIA
- Dominika Eregovina: agente del SVR e “passero”
- Dimetrevič Vanja Eregovina: zio di Dominika e vicedirettore del SVR
- Korčnoj o “Marmo”: capo del dipartimento Americhe all’SVR e informatore della CIA
- Forsyth: capo della Stazione della CIA di Helsinki
- Gable: vicecapo della Stazione della CIA di Helsinki

## Adattamento cinematografico
Nel marzo 2018 la 20th Century Fox ha distribuito nei cinema il film Red Sparrow, trasposizione cinematografica del romanzo di Matthews scritta dallo sceneggiatore Justin Haythe e diretta dal regista Francis Lawrence che vede nel cast Jennifer Lawrence (nel ruolo della protagonista), Joel Edgerton, Matthias Schoenaerts, Charlotte Rampling, Mary-Louise Parker e Jeremy Irons.